# Deliblatska peščara
La Deliblatska peščara (en serbe cyrillique Делиблатска пешчара), en français : « la dune de Deliblato », est une réserve naturelle (identifiant no RP 03) et une petite région sablonneuse située dans le nord de la Serbie, dans la province autonome Voïvodine. Elle se situe dans le sud de la région du Banat (principalement dans le district du Banat méridional, avec une petite extension dans le district du Banat central) entre le Danube et les Carpates à l’extrême sud de la plaine pannonienne. Le site est également considéré comme une zone importante pour la conservation des oiseaux (ZICO no RS016).
La réserve doit son nom au village de Deliblato, situé dans la municipalité de Kovin.

## Présentation
La Deliblatska peščara est la plus vaste zone sablonneuse d'Europe et elle faisait autrefois partie d'un vaste désert préhistorique, créé par le retrait de la mer pannonienne. La Deliblatska peščara est également connue sous les surnoms de « Sahara de l'Europe » et de « plus vieux désert d'Europe ». Comme le sable menaçait d'ensevelir certains villages alentour, l'impératrice d'Autriche Marie-Thérèse fit boiser la plaine pour stabiliser le sol au XVIIIe siècle. En raison de son caractère unique et en raison des forêts qui la recouvrent désormais, elle a été proclamée réserve naturelle en 1965. Depuis 2002, la Deliblatska peščara se porte candidate pour être inscrite au patrimoine mondial de l'humanité de l'UNESCO.

## Géographie

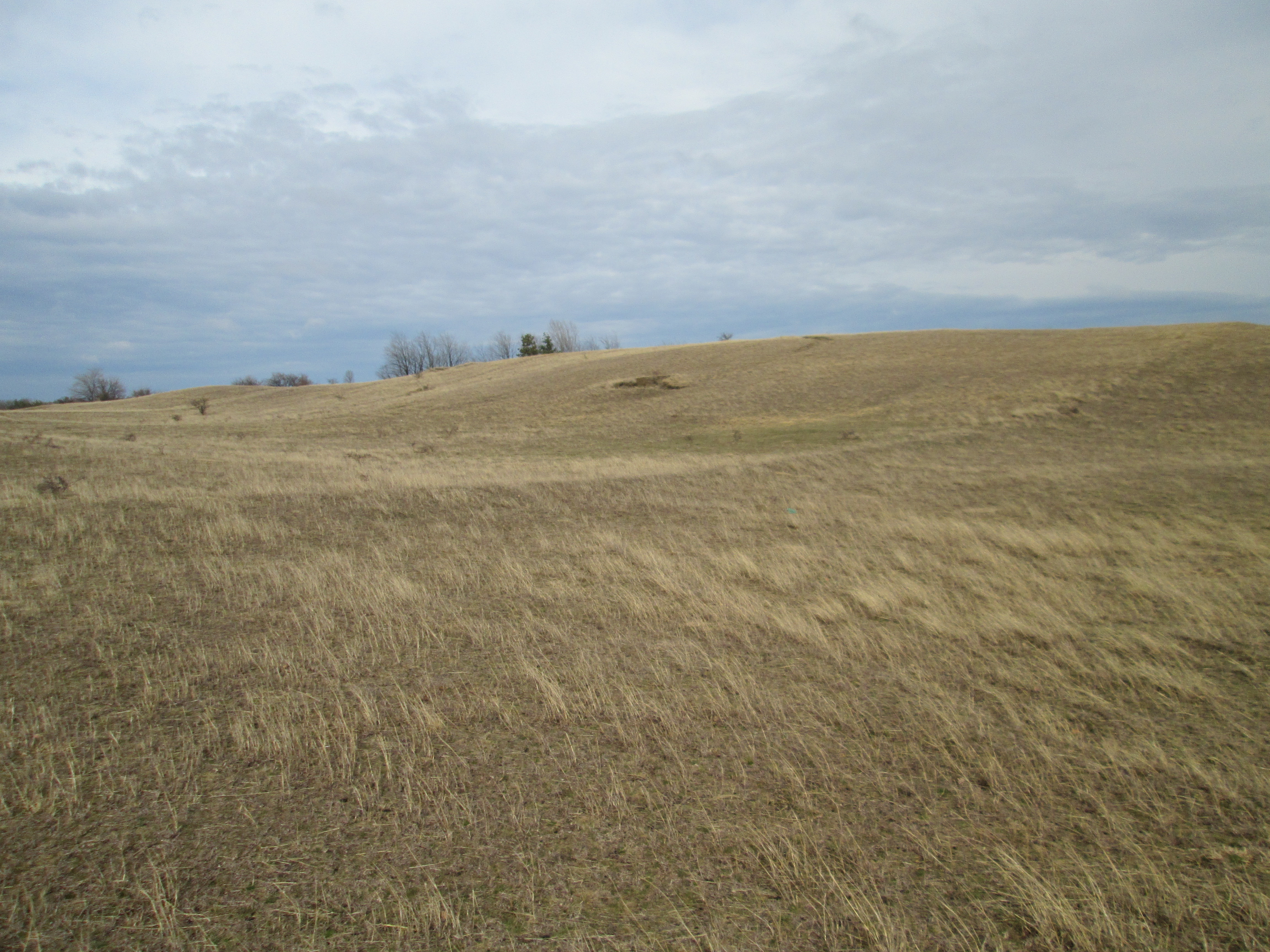
Autre vue de la Deliblatska peščara.

La Deliblatska peščara couvre une superficie d'environ 350 km2. Elle s'étend en forme d’ellipse du sud-est au nord-ouest, entre 44° 48' et 45° 12' de latitude nord et 38° 16' et 38° 58' de longitude est. Les localités les plus importantes situées à proximité sont Bela Crkva, Vršac et Banatski Karlovac à l'est et Kovin, Pančevo et Kovačica à l'ouest.
Le secteur est composé de dunes de sable qui s'élèvent de 70 m à 200 m au-dessus du niveau de la mer ; ces dunes ont été formées par les vents au cours de la période de l'Holocène, à partir de couches de sables composés de silicate et de carbone. La zone jouit d'un climat continental modéré, avec des températures moyennes de 22 °C en juillet et de −1 °C en janvier[réf. souhaitée].
La Deliblatska peščara est également dotée de nombreux points d'eau, comme la « Source de la jeune fille », et de nombreuses zones humides.

## Réserve naturelle
La réserve naturelle de la Deliblatska peščara a été créée en 1965. Elle couvre une superficie de 293,52 km2. En raison de la richesse de sa flore et de sa faune, elle a été classée par l'Union internationale pour la conservation de la nature en catégorie Ia, celle des « réserves naturelles intégrales » ; elle est ainsi reconnue comme une « aire protégée gérée principalement à des fins scientifiques ou de protection des ressources sauvages ». En 1989, elle a été classée parmi les Zones importantes pour la conservation des oiseaux (Important Bird Areas ou IBA).

### Flore

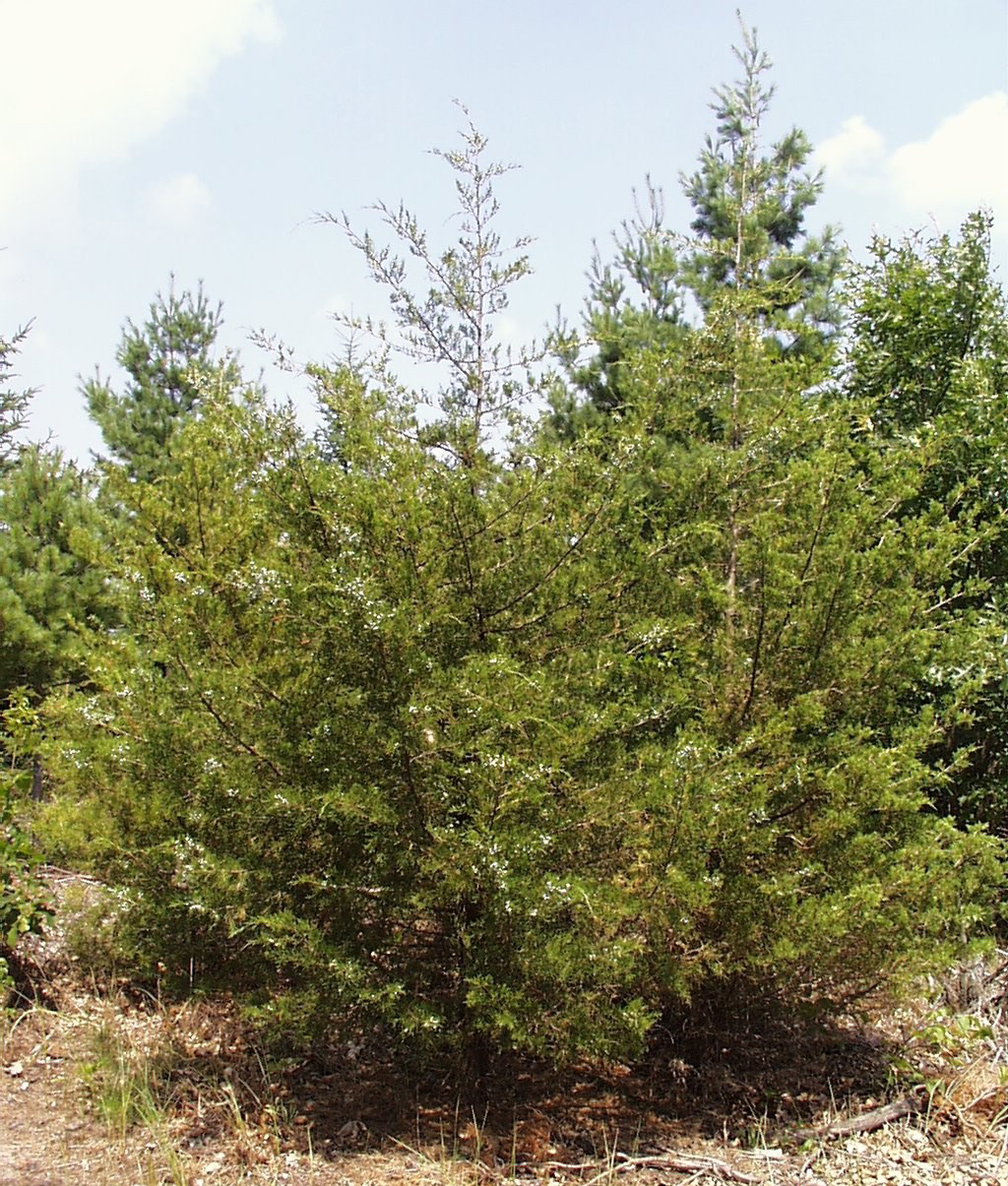
Le genévrier de Virginie.

La Deliblatska peščara est une zone couverte de forêts, qui souvent prennent une allure de steppe. On y trouve plus de 900 espèces de plantes. Parmi les nombreuses espèces représentées, on peut citer le robinier faux-acacia (Robinia pseudoacacia), plus communément appelé acacia, le pin (Pinus), le chêne (Quercus), le tilleul (Tilia), le noyer noir (Juglans nigra), le frêne (Fraxinus), le bouleau (Betula verrucosa), le peuplier (Populus) et la pivoine de Banat (hu) (Paeonia officinalis ssp. banatica) cette dernière étant endémique.
La réserve abrite plusieurs espèces du genre Prunus : le bois de sainte Lucie (Prunus mahaleb), le prunellier (Prunus spinosa) et le cerisier tardif (Prunus serotina), ainsi que plusieurs espèces du genre "Cornus" : le cornouiller mâle (Cornus mas) et le cornouiller sanguin (Cornus sanguinea).
Parmi les arbustes, on peut également signaler le genévrier commun (Juniperus communis) mais aussi le genévrier de Virginie (Juniperus virginiana L.), le mûrier (Morus), l'aubépine monogyne (Crataegus monogyna), le fusain d'Europe (Euonymus europaeus). On peut encore citer le troène commun (Ligustrum vulgare), l'épine-vinette (Berberis vulgaris), la bourdaine (Rhamnus).

### Faune

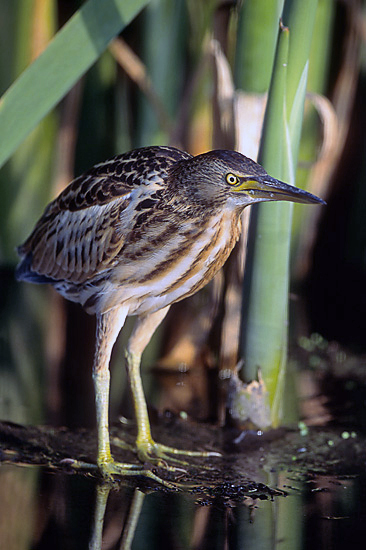
Le blongios nain.

La Deliblatska peščara abrite une faune variée. Parmi les insectes, en raison de la nature sablonneuse du terrain, on y trouve certaines espèces de fourmis, comme la fourmi du désert et la fourmi-lion. On y rencontre aussi beaucoup d'autres espèces comme la gerbille des steppes. Il est à noter que la réserve abrite une population permanente de loups. On y trouve également des chevreuils et des sangliers.
La réserve est particulièrement réputée pour les nombreuses espèces d'oiseaux que l'on peut y observer. Parmi ces espèces, on peut citer l'ibis falcinelle (Plegadis falcinellus), des espèces de hérons, comme le blongios nain (Ixobrychus minutus), le crabier chevelu (Ardeola ralloides), ou la grande aigrette (Ardea alba). La réserve abrite également des spatules, des fuligules nyrocas (Aythya nyroca) et des sarcelles d'été (Anas querquedula). Parmi les rapaces, on peut citer la pygargue à queue blanche (Haliaeetus albicilla) , l'aigle impérial (Aquila heliaca), le busard des roseaux (Circus aeruginosus), le balbuzard pêcheur (Pandion haliaetus), l'autour des palombes (Accipiter gentilis), le faucon sacre (Falco cherrug), l'otus. D'autres oiseaux vivent aussi dans la réserve ou viennent y séjourner : l'engoulevent d'Europe (Caprimulgus europaeus), European Nightjar, le pic noir (Dryocopus martius), le guêpier d'Europe (Merops apiaster), la huppe fasciée (Upupa epops), le rollier d'Europe (Coracias garrulus), le torcol (Jynx), l'hirondelle de rivage (Riparia riparia) ; cette dernière espèce est représentée par environ 18 000 couples dans la réserve. On peut encore ajouter à cette liste le pipit rousseline (Anthus campestris), la pie-grièche écorcheur (Lanius collurio), la fauvette épervière (Sylvia nisoria), la rousserolle turdoïde (Acrocephalus arundinaceus), la rousserolle verderolle (Acrocephalus palustris) et le traquet motteux (Oenanthe oenanthe).